# Фахри Кая
Фахри Мехмед Кая (на македонска литературна норма: Фахри Мехмед Kаjа; на турски: Fahri Mehmet Kaya) е поет, литературен критик, преводач и политик от Социалистическа република Македония.

## Биография
Роден е през 1930 година в град Куманово. По произход е турчин. Завършва Филологическия факултет на Скопския университет. Известно време работи като учител. Бил е главен редактор на вестник „Бирлик“, редактор на списание „Сеслер“. Между 1969 и 1974 е член на Изпълнителния съвет на СРМ и републикански секретар за информация. Пратеник е в народното събрание на СРМ, два пъти е бил член на Председателството на СРМ. От 1956 година членува в Дружеството на писателите на Македония. Публикува множество разкази на турски език и македонска литературна норма. Публикува няколко антологии между които Съвременна турска поезия, 1985, Избор на разкази от турския автор – Гокушаги, 1985, Антология – разкази на турските разказвачи от Югославия, 1990.

## Творчество
- Първите стъпки, 1952
- Гласовете от селото, 1958
- Довиждане, 1963
- Щастливо, 1978
- Детски сънища, 1991
- Есета и критики, 1994
- Госпожица, 1996
- Следобедно слънце, 1998[2]